# Hiwaga sa Bahay na Bato
Hiwaga sa Bahay na Bato é a primeira telenovela filipina, que foi produzida e exibida pela ABS-CBN, cuja transmissão ocorreu em 1963.